# Gran Chiriquí
Gran Chiriquí es un área cultural arqueológica del Área Intermedia al sur de la América Central precolombina. Geográficamente ubicada entre el sur de Costa Rica y el oeste de Panamá. Los datos más tempranos provienen del 5000 a. C. en la cuenca del río Chiriquí, donde se encontraron conjuntos de herramientas de piedra en depósitos estratificados.

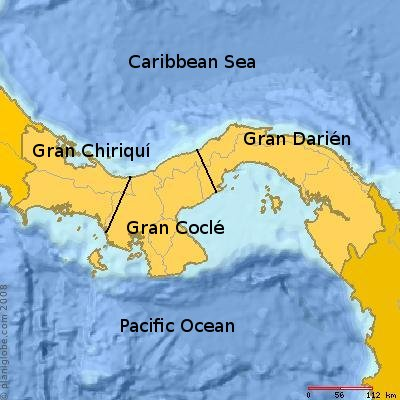
Posición geográfica de Gran Chiriquí.

La variabilidad ecológica y su impacto en el desarrollo cultura hace que esta zona se divida en 4 subregiones:
- Diquís.
- Chiriquí.
- Bocas del Toro.
- Talamanca.

La cronología Gran Chiriquí se puede dividir en 3 periodos:

## Periodo Arcaico o Precerámico (5000 - 500 a.C.)

### Fase Talamanca (5000 - 2300 a.C.)
Los primeros vestigios provienen de abrigos rocosos en las tierras altas de Talamanca y múltiples cuevas y en las cuencas de los ríos al oeste de Panamá. Estos primeros pobladores probablemente se asociaron en pequeñas bandas de cazadores-recolectores.

### Fase Boquete (2300 - 300 a.C.)
La Fase Boquete representa un desarrollo en los instrumentos de piedra desde la Fase Talamanca, las hachas bifaciales de cuñas agudas aptas para el trabajo de madera dan lugar a nuevas formas que señalan una naciente agricultura de tubérculos, árboles y posiblemente maíz. Existe evidencia botánica en forma de restos de semillas de nance, algarrobo y endocarpios de palmas como Acrocomia aculeata y Attalea butyracea. Sin embargo, los nuevos datos paleoecológicos han mostrado que los procesos de utilización de plantas en Panamá Oeste son más antiguos que los asumidos previamente, datando hasta la Fase Talamanca.
La introducción de la agricultura provocó un aumento considerable de la población y la reorganización de los asentamientos. Las bandas nómadas fueron asentándose y formando pequeños poblados a la vez que colonizaban nuevas zonas para ser cultivadas.

## Periodo Formativo (500 a.C. - 800 d.C.)
El Período Formativo en el sur de América Central se ha propuesto para el inicio de la vida aldeana, la consolidación de prácticas agrícolas y la aparición de la cerámica. Sin embargo, el término debe ser repensado a la luz de la nueva información sobre el uso de plantas varios milenios antes de lo propuesto y muy anterior a la aparición de las primeras cerámicas. La cultura material ligada a este período muestra que los habitantes de Gran Chiriquí basaron su alimentación principalmente en el cultivo de maíz y yuca, aunque la pesca y la caza continuaron siendo elementos importantes en su dieta. En la Gran Chiriquí, la información sobre las primeras ocupaciones agroalfareras es aún escasa; La cerámica se tiene registrada en una etapa ya avanzada, tanto el uso de cultígenos como en la producción de cerámica a nivel regional.

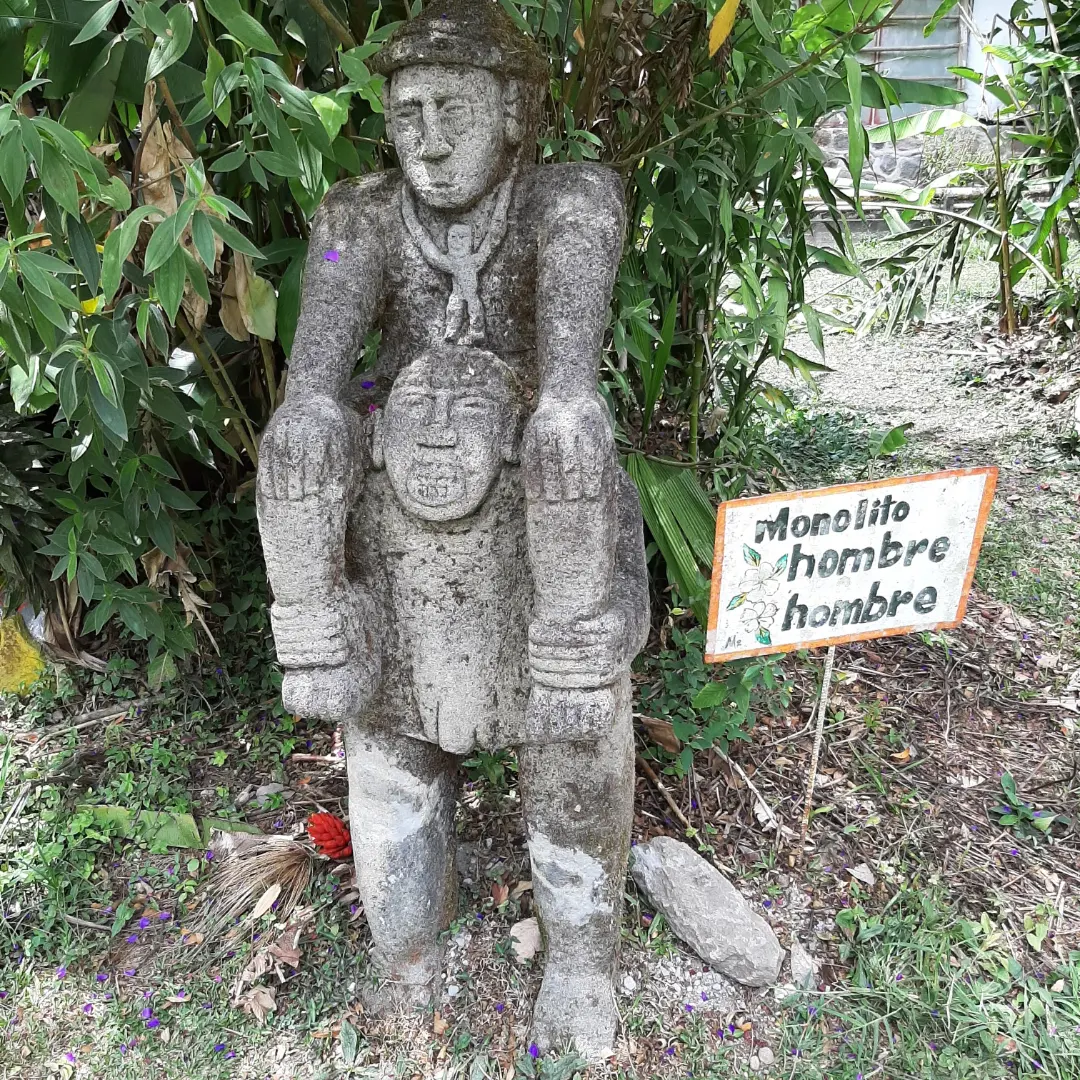
Réplica de una de las estatuas encontradas en Sitio Barriles.

El elusivo cambio dentro del período puede estar ligado a la aparición de jerarquización y especialización de asentamientos. Sitios con estructuras, en el lado Pacífico, propuestos como centros principales, como Barriles, Bolas y El Cholo, se consolidan hacia la parte tardía.
En el caso de Barriles se asumen señales de rango por la presencia de esculturas representando a un hombre sobre un esclavo, petroglifos complejos, cilindros de piedra o “barriles”, entre otros. Bolas destaca por la presencia de montículos y esferas de piedra, algunas de gran tamaño.
El ascenso de grandes familias al poder provocó el rápido desarrollo de las artes. Posiblemente artesanos a tiempo completo realizaron gran cantidad de objetos que de alguna manera reforzaron el poder de las élites gobernantes, que precisaban de una extraordinaria parafernalia y de un gran número de símbolos distintivos, tanto en las ceremonias religiosas y los ajuares funerarios, como en la vida cotidiana. Muestra de todo ello son las grandes esferas líticas, las esculturas de tamaño natural y los ricos ajuares funerarios compuestos por metates ceremoniales profusamente decorados, pequeños colgantes de piedra pulida, cerámica de gran calidad, etc.
El final de esta etapa se caracteriza por la aparición de conflictos entre los diferentes cacicazgos que posiblemente lucharon entre sí por la conquista de nuevas tierras de cultivo o por la simple expansión política-territorial. Se produjo un gran movimiento de población/conquista desde las tierras altas del interior hacia las zonas costeras, lo que comportó grandes cambios en los patrones de asentamiento, de subsistencia, en la producción de artefactos, etc.

## Periodo Precontacto (800 - 1520 d.C.)
Después de 300/500 d. C. se acentuó el proceso de divergencia regional en el sur de América Central, pero en la Gran Chiriquí se da después del 800 d. C. cuando una amplia ocupación presenta diferencias zonales. Durante este periodo los antiguos pobladores de Gran Chiriquí siguieron ocupando las tierras bajas, cercanas a los ríos principales, donde los suelos ricos en depósitos aluviales permitieron la intensificación del cultivo del maíz principalmente.

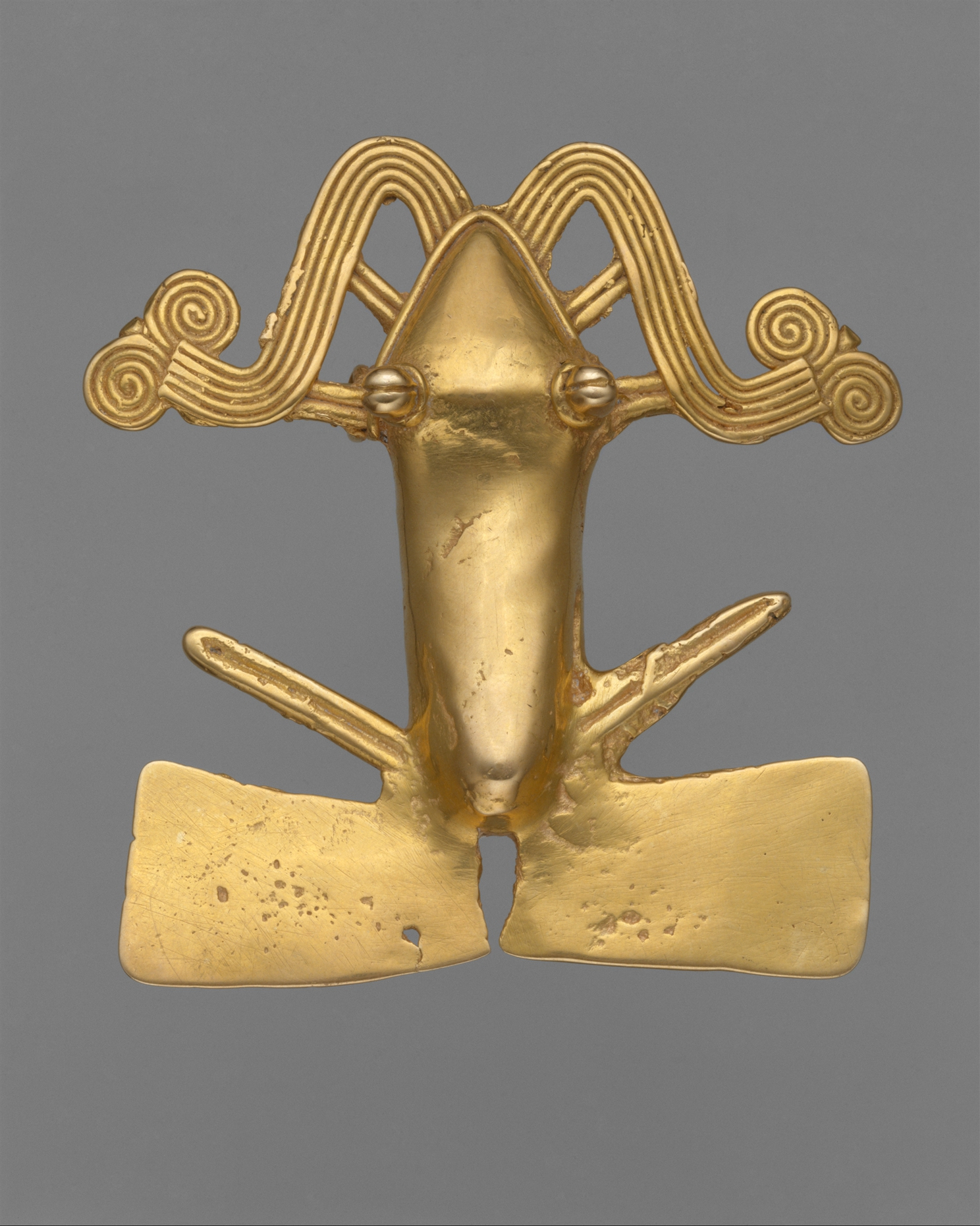
Un colgante de oro que representa una rana, que se dice que proviene de Puerto González Víquez en el sur de Costa Rica.

El incipiente proceso de organización territorial que se llevó a cabo durante el periodo anterior desembocó en la formación de grandes unidades territoriales y en la consecuente nuclearización de la población. Todo ello fue posible gracias a la aparición de grandes caciques o jefes que desarrollaron un complejo sistema de alianzas y de dependencias necesarias para aglutinar, articular y mantener la unidad de estos enormes territorios.
Se crearon grandes centros con una extensión superior a las 100 hectáreas y con un número de habitantes que oscilaba entre los 500 y 1.000 individuos. Gracias a un mayor dominio de la técnica y a una rígida organización social se construyeron casas colectivas, grandes plataformas ovaladas o circulares, rodeadas de muros de contención y rematadas por un techo cónico de palma. Estos palenques, sin cesar agrandados y modificados, albergaron a varias familias y se agrupaban en diferentes sectores residenciales.
La información arqueológica sugiere una sociedad jerarquizada, con estratos sociales. Diversos grados de conflicto por recursos y poder se infieren de las representaciones de guerreros con cabeza trofeo en estatuas y las crónicas del siglo XVI, respecto a batallas y sitios con empalizadas.
También se da la especialización de los centros y la organización del trabajo, se distinguen dos tipos: los productores de alimentos y los encargados de otras prácticas como la producción de herramientas de piedra. Es posible que existiera un tercer tipo que correspondería a los centros domésticos habitados por la elite.
A diferencia de otros periodos, la cerámica presenta una gran homogeneidad tanto en las técnicas de producción y decoración, así como en la iconografía e iconología, que junto con su distribución en grandes áreas sugiere la existencia de industrias locales que dependían de los diferentes territorios sociopolíticos.